# Passiflora rhodantha
Passiflora rhodantha är en passionsblomsväxtart som beskrevs av Hermann August Theodor Harms och Georg Hans Emmo Emo Wolfgang Hieronymus. Passiflora rhodantha ingår i släktet passionsblommor, och familjen passionsblomsväxter. Inga underarter finns listade i Catalogue of Life.